# Hoy Sound
Hoy Sound är ett sund i Storbritannien.   Det ligger i kommunen Orkneyöarna och riksdelen Skottland, i den norra delen av landet, 800 km norr om huvudstaden London.